# Arectus
Arectus  (лат.) — род микроскопических четырёхногих клещей из семейства Eriophyidae (Trombidiformes). Новая Зеландия. Длина около 0,2 мм. Червеобразное тело с 4 ногами. Дорсальный передний выступ субпрямоугольный. Все абдоминальные сеты стандартной формы. Тазики с обычными 3 парами сетовидных выступов (бугорков). Arectus близок к роду Phyllocoptes, от которого отличается субпрямоугольным строением переднего края дорсального диска и отсутствием щетинки на переднем бедре. Обнаружены в галлах на растениях вида Libocedrus bidwillii (семейство Кипарисовые).